# Бесселинк, Гейс
Гейс Бесселинк (нидерл. Gijs Besselink; род. 16 июня 2004, Heeten, Оверэйссел) — нидерландский футболист, полузащитник клуба «Твенте», выступающий на правах аренды за «Виллем II».

## Клубная карьера
Бесселинк — воспитанник клуба «Твенте». 14 июля 2023 года подписал с клубом контракт до середины 2025 года с возможностью продления ещё на один сезон. 10 августа 2023 года в матче квалификации Лиги конференций против латышской «Риги» он дебютировал за основной состав. 17 августа в ответном поединке против «Риги» Гейс забил свой первый гол за «Твенте». 3 сентября в матче против «Волендама» он дебютировал в Эредивизи.
14 августа 2025 года перешёл на правах аренды в «Виллем II».

## Статистика выступлений
| Клуб             | Сезон            | Лига | Лига | Кубок | Кубок | Европейские кубки | Европейские кубки | Прочие | Прочие | Итого | Итого |
| Клуб             | Сезон            | Игры | Голы | Игры  | Голы  | Игры              | Голы              | Игры   | Голы   | Игры  | Голы  |
| ---------------- | ---------------- | ---- | ---- | ----- | ----- | ----------------- | ----------------- | ------ | ------ | ----- | ----- |
| Твенте           | 2023/24          | 8    | 0    | 0     | 0     | 4                 | 1                 | —      | —      | 12    | 1     |
| Твенте           | 2024/25          | 13   | 0    | 0     | 0     | 7                 | 0                 | 1      | 0      | 21    | 0     |
| Твенте           | Итого            | 21   | 0    | 0     | 0     | 11                | 1                 | 1      | 0      | 35    | 1     |
| → Виллем II      | 2025/26          | 0    | 0    | 0     | 0     | —                 | —                 | —      | —      | 0     | 0     |
| → Виллем II      | Итого            | 0    | 0    | 0     | 0     | —                 | —                 | —      | —      | 0     | 0     |
| Всего за карьеру | Всего за карьеру | 21   | 0    | 0     | 0     | 11                | 1                 | 1      | 0      | 35    | 1     |